# Marc Dufumier
Marc Dufumier, né le 26 janvier 1946 à Pacy-sur-Eure, est un agronome et enseignant-chercheur français, spécialiste des systèmes agraires et de leur évolution. Il a notamment dirigé la chaire d'agriculture comparée et de développement agricole à AgroParisTech de 2002 à sa retraite en 2011.
Il a été impliqué dans la formulation, la mise en œuvre et l'évaluation de nombreux projets et programmes de développement agricole, en France comme à l'étranger, notamment dans les pays du Sud (tiers-monde).
Auteur de nombreux articles parus dans les principales revues d'agronomie, il a publié une dizaine d’ouvrages sur les politiques agraires, l’agriculture biologique, l’alimentation et la nutrition. Expert auprès de la Banque mondiale et de la FAO, il est souvent sollicité par les pays confrontés à des crises alimentaires ou agricoles. Il a été membre du Conseil stratégique de l'agriculture et de l'agro-industrie durables (CSAAD) au ministère de l'Agriculture.

## Carrière
Diplômé de l'Institut national agronomique (Agro) de Paris (promotion 1966), il obtient son doctorat en Géographie à l'université Panthéon-Sorbonne en 1973, après avoir été marqué par l'enseignement de René Dumont, son directeur de thèse. Il fait remonter sa passion pour l'agroécologie à un cours de géographie portant sur la famine en Inde. Il travaille de 1968 à 1969 comme agronome volontaire du service national à Madagascar, puis de 1970 à 1976 en tant qu'expert de la coopération technique au Venezuela puis au Laos, en appui à l’IRAM (Institut de recherche et d'application des méthodes de développement).
À partir de 1977, il est enseignant-chercheur à l'Institut national agronomique Paris-Grignon (INA P-G devenu AgroParisTech). Il réalise de nombreuses missions d’expertise dans plusieurs pays en voie de développement, notamment en Amérique latine, en Afrique et en Asie. Il fut Président de l'IRAM de 1987 à 1994 et Administrateur du Comité de coopération avec le Laos (CCL) de 2007 à 2012.
Il succède en 2002 à René Dumont et Marcel Mazoyer à la direction de la chaire d'agriculture comparée et de développement agricole à AgroParisTech.
Marc Dufumier est professeur honoraire à AgroParisTech, président de la Fondation René-Dumont,, membre du comité scientifique de la Fondation pour la nature et l'homme. Il a été président de Commerce Équitable France de 2014 à 2021 et il est administrateur du Centre d'actions et de réalisations internationales (CARI), qui met en œuvre des projets de développement agricole visant la sécurité alimentaire des populations en zones arides.
Il plaide pour une agriculture inspirée de l'agroécologie,,, précisant qu'il s'agit de mettre en œuvre "une agroécologie scientifique qui considère que l’objet de travail des agriculteurs n’est ni la plante, ni le troupeau, ni le sol pris isolément, mais des écosystèmes agricoles qui prennent en compte les interactions de tous ces éléments."
Marc Dufumier est partisan d'une application stricte du principe de précaution en ce qui concerne la culture de plantes transgéniques.
Pour Marc Dufumier, « le travail d’un agronome c’est d’abord reconnaître que l’objet de travail des agriculteurs ce n’est pas le sol, la plante, le troupeau, mais c’est un agroécosystème d’une incroyable complexité. »

## Distinctions
- Chevalier de la Légion d'honneur[13]
- Chevalier de l'ordre du Mérite agricole

## Ouvrages
- Les politiques agraires, Presses universitaires de France, coll. « Que sais-je ? », 1986 (épuisé)
- Les projets de développement agricole : manuel d'expertise, Karthala, 1996  (ISBN 978-2865376810)
- Altergouvernement, ouvrage collectif avec Paul Ariès, Geneviève Azam, Marie Duru-Bellat, Claude Égullion, Jean-Baptiste Eyraud, Susan George, Jean-Marie Harribey, Franck Lepage, Philippe Leymarie, Laurent Mucchielli, Aline Pailler, Nathalie Péré-Marzano, Fabien Piasecki, Michel Pinçon, Monique Pinçon-Charlot, Clarisse Taron, et Jacques Testart, Le Muscadier, 2012
- Famine au sud, malbouffe au nord : comment le bio peut nous sauver, NiL Éditions, 2012  (ISBN 978-2841115235)
- Agricultures et paysanneries des tiers mondes, Karthala, 2004  (ISBN 978-2845865488)
- Agricultures africaines et marché mondial, Fondation Gabriel-Péri, 2007  (ISBN 978-2916374116)
- Agriculture biologique : espoir ou chimère ?, débat avec Gil Rivière-Wekstein, modéré par Thierry Doré, Le Muscadier, coll. « Le Choc des idées », 2013  (ISBN 979-1090685116)
- 50 idées reçues sur l'agriculture et l'alimentation, Paris, Allary Éditions, 2014 (réédition : Marabout, 2015  (ISBN 978-2501099325))
- L'agroécologie peut nous sauver. Éditions Actes Sud, 2019
- De la terre à l'assiette. 50 questions essentielles sur l'agriculture et l'alimentation, Allary Éditions, 2020  (ISBN 978-2-37073-312-2)
- Pour une conscience terriste. Nature, cultures, agricultures (avec Laurent Gervereau), Edition Utopia , 2022.
- "La transition agroécologique. Qu'est ce qu'on attend ?" Edition Terre vivante. Mens. 2023
- VIVRE LES CAMPAGNES. Des mondes ruraux en transformations à partir des années soixante (avec des photographies de Pierre Collombert), Editions Nuage Vert (nuage-vert.com), 2025  (ISBN 978-2-491771-53-9)